# 周屯话
周屯话是使用于青海省海南藏族自治州贵德县常牧镇镇政府所在地的周屯话的一种汉语方言，河湟话的一种地方土语，受安多藏语的影响很大。。
贵德周屯话的语法因接触而发生了多种变化，语音上保持早期的汉语特点，但语法呈现接触特征。从接触后发生的变化程度来看，表层的语音特点相较深层的语法特点变化少。周屯话同样是汉语的语音、词汇系统，而在语法方面具有SOV型语言的一系列特征，如格标记、复数标记、引语标记、后置状语从句标记等。